# Risdon Couch
Risdon (Richard) Couch (ur. 23 września 1883, zm. 30 listopada 1960) – brytyjski zapaśnik walczący w stylu wolnym. Olimpijczyk z Londynu 1908, gdzie zajął dziewiąte miejsce w wadze piórkowej.

## Letnie Igrzyska Olimpijskie 1908
| Konkurencja        | Rundy eliminacyjne     | Klas. końcowa |
| Konkurencja        | 1/8                    | Miejsce       |
| ------------------ | ---------------------- | ------------- |
| 60,3 kg styl wolny | Alfred Goddard (GBR) P | 9.            |